# Endlicheria szyszylowiczii
Endlicheria szyszylowiczii är en lagerväxtart som beskrevs av Carl Christian Mez. Endlicheria szyszylowiczii ingår i släktet Endlicheria och familjen lagerväxter. Inga underarter finns listade i Catalogue of Life.